# Spændingsstyret oscillator
En spændingsstyret oscillator (forkortet VCO fra eng. Voltage Controlled Oscillator) er en oscillator med variabel frekvens der får sin frekvens varieret ved at ændre den spænding oscillatoren får på sit kontrolben.
Der er grænser for hvor langt man kan 'vride' en VCO væk fra sin grundfrekvens, så ved frekvenssynteser, der skal spænde over et bredt spektrum, anvender man gerne to eller tre VCO'er med forskellig grundfrekvens og lader et logisk kredsløb koble mellem dem efter behov.
En VCO er traditionelt opbygget som clapp-oscillator med en kapacitetsdiode i det frekvensbestemmende led.